# Розендал
Розендал — місто та муніципалітет на півдні Нідерландів, у провінції Північний Брабант.

## Міста/села муніципалітету
- Розендал (населення: 66 760)
- Ваув (4 920)
- Герле (1 900)
- Ніспен (1 440)
- Ваувсе-Плантаге (1 230)
- Мерстратен (660)

## Місто Розендал
При королі Голландії Луї Бонапарті Розендал отримав права міста в 1809 році.
Ніспен об'єднався з Розендал утворити муніципалітет Розендал і Ніспен об'єдналися в муніципалітет, який тепер називається просто Roosendaal.

### Історія
Початок історії Розендала сягає 12 і 13 століття. Ім'я Rosendaele вперше згадується в документі 1268 року. Розендал завжди був частиною Північного Брабанту. У середні віки Розендал виріс у результаті торгівлі газоном, але Вісімдесятирічна війна (1568–1648) поклала край цьому зростанню, оскільки Розендал і Вау постраждали від мандрівних бойових загонів, які грабували та спустошували все, що їм траплялося. Десятиліттями сільська місцевість Розендала була покинутою.

## Визначні уродженці
- Антуан Мазайрак (1901–1966) — велогонщик, срібний медаліст ОІ 1928
- Георг Кнобел (1922–2012) — футбольний тренер
- Брам Ломанс (нар. 1975) — хокеїст на траві, Олімпійський чемпіон 1996 і 2000 років.

## Галерея

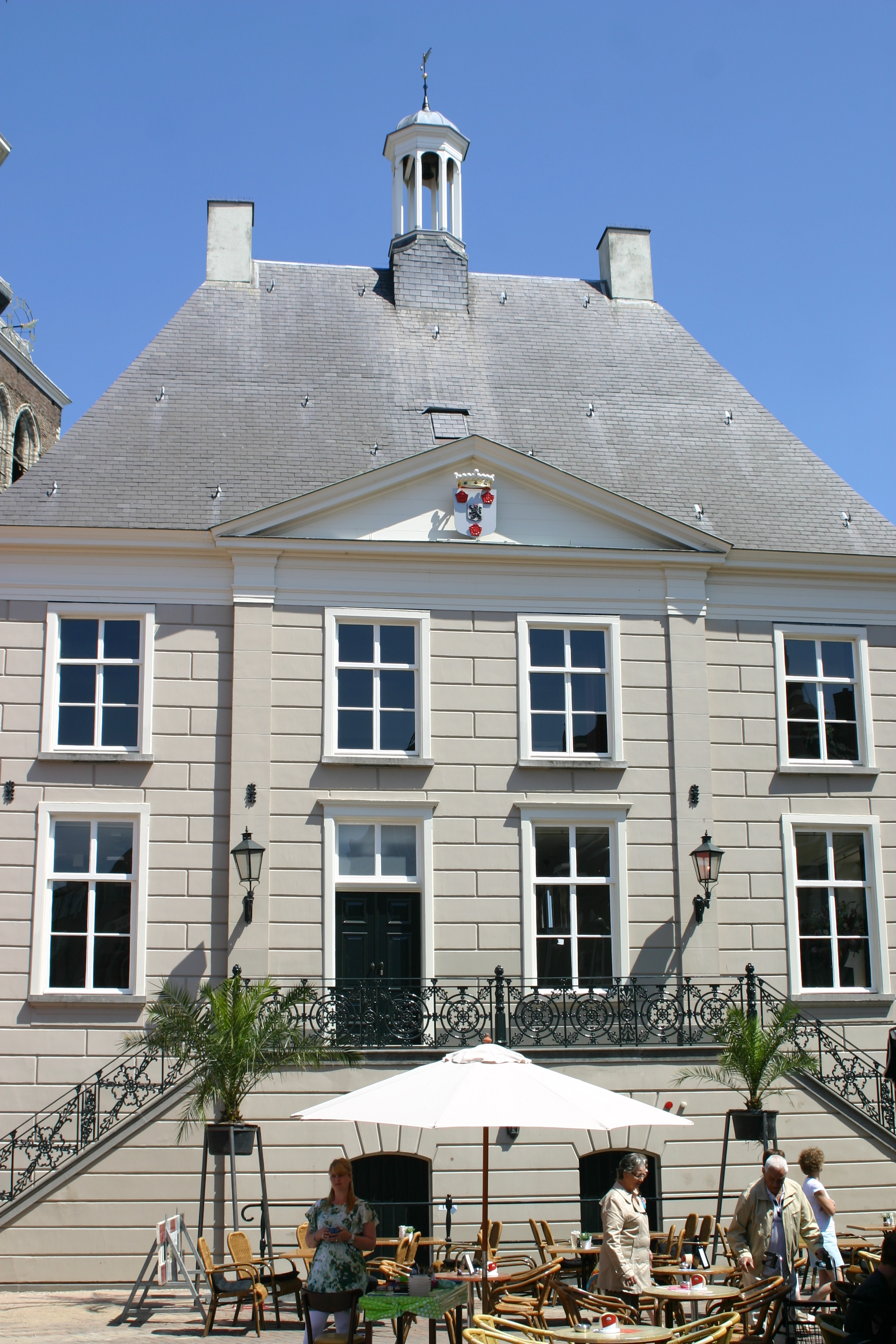
Ратуша Розендала
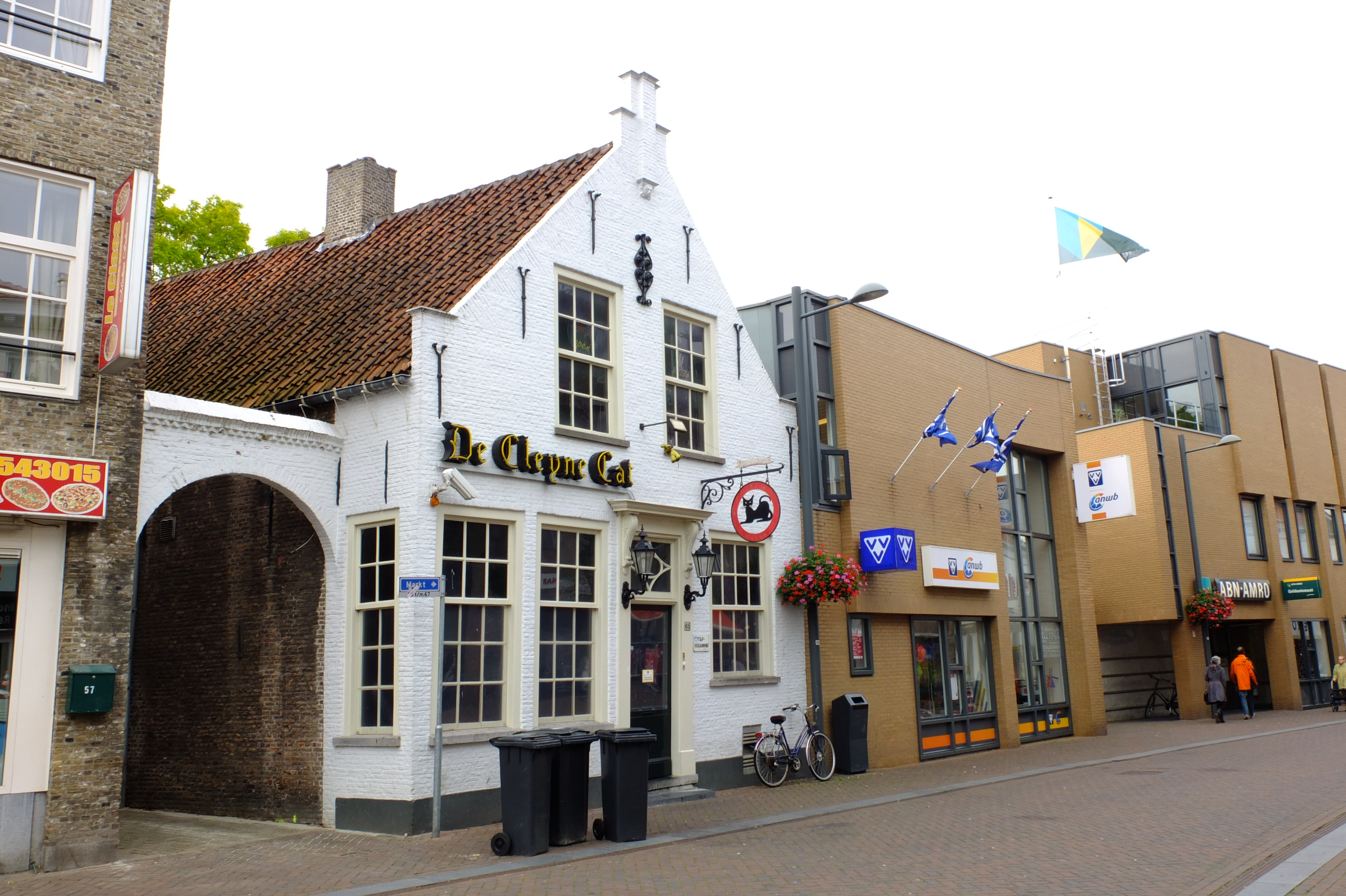
Ринок Розендаля
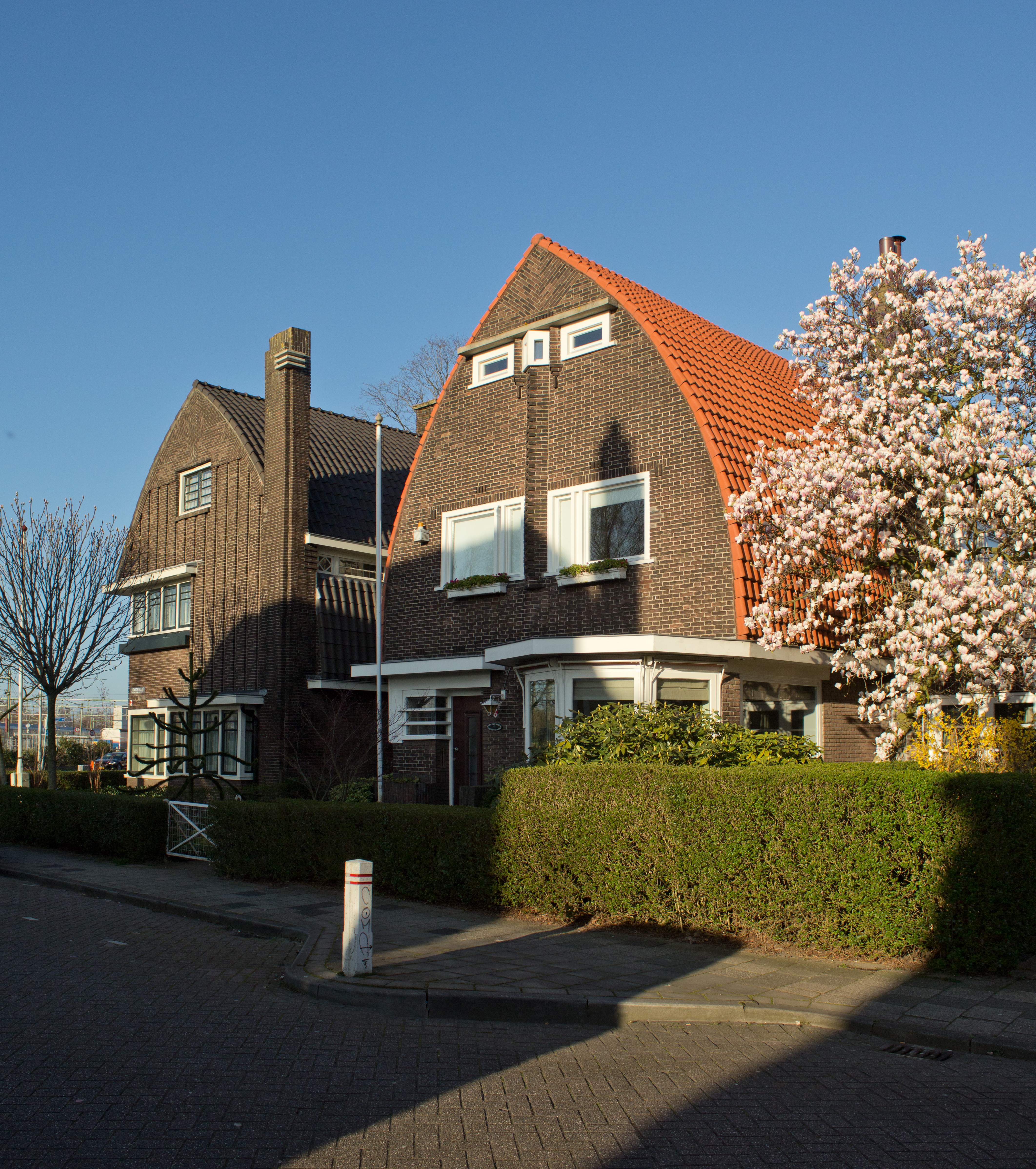
Вілла в стилі амстердамської школи
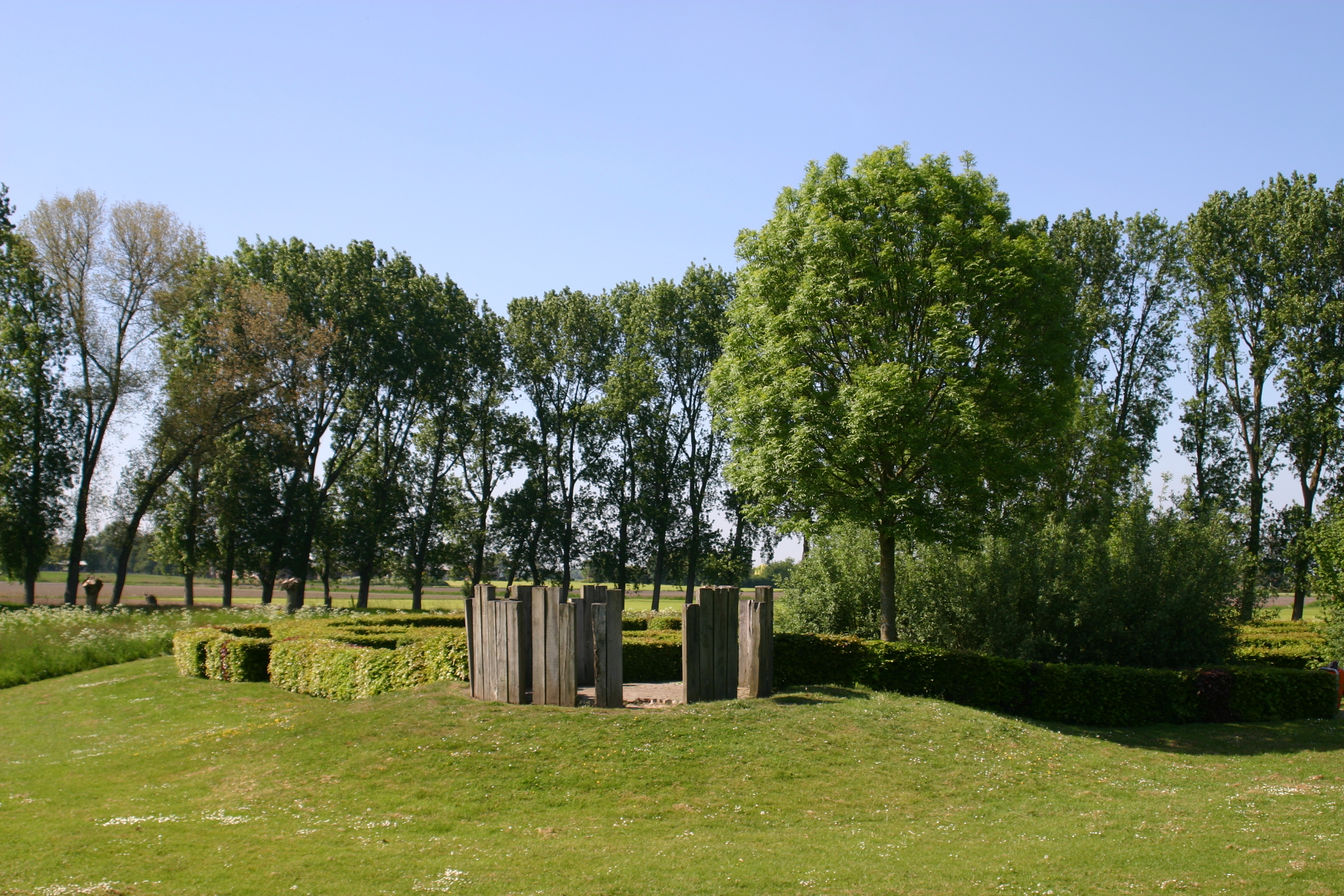
Колишній замок Воув